# 트로브리지뒤쥐
트로브리지뒤쥐(Sorex trowbridgii)는 땃쥐과에 속하는 포유류의 일종이다. 캐나다 브리티시컬럼비아주 남부와 미국 워싱턴주, 오리건주, 캘리포니아주에서 발견된다.

## 아종
- Sorex trowbridgii destructioni
- Sorex trowbridgii humboldtensis
- Sorex trowbridgii mariposae
- Sorex trowbridgii montereyensis
- Sorex trowbridgii trowbridgii